# Vockenrot
Vockenrot ist ein Stadtteil der Großen Kreisstadt Wertheim im baden-württembergischen Main-Tauber-Kreis im Regierungsbezirk Stuttgart.

## Geographie

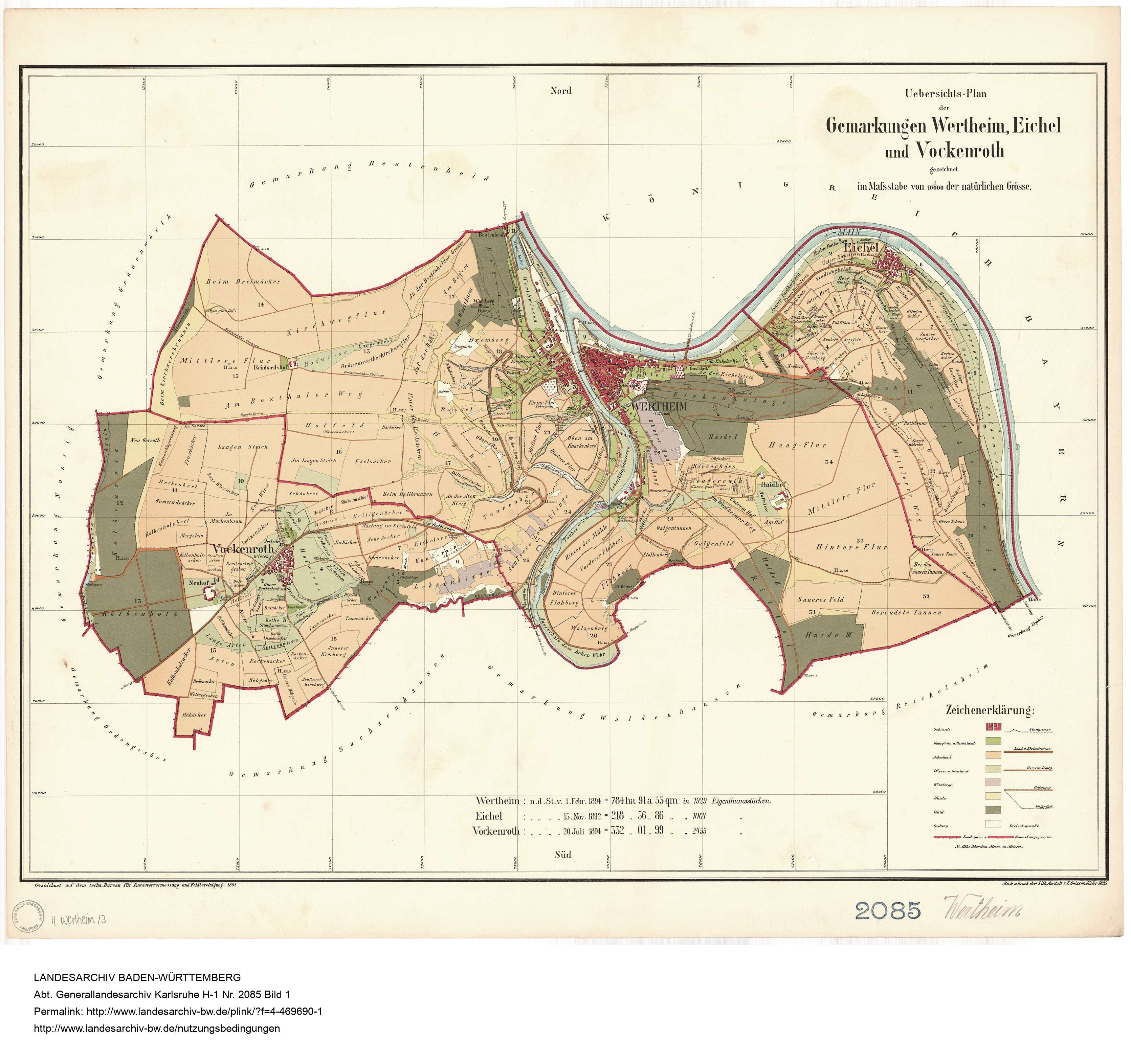
Die Gemarkung von Vockenrot um 1894, daneben die Gemarkungen von Eichel und der Kernstadt Wertheim

### Lage
Vockenrot liegt 319 m ü. NHN im Südwesten der Gemarkung der Kernstadt an der Landesstraße 508.

### Stadtteilgliederung
Der Stadtteil besteht aus dem gleichnamigen Kernort Vockenrot und dem Wohnplatz Neuhof.

### Gewässer
Im Osten des Ortes entspringt die Leberklinge, die im Norden der Gemarkung Sachsenhausen, in den Dellengraben mündet.

## Geschichte
Vockenrot wurde 1212 erstmals urkundlich erwähnt unter dem Namen „Fockerode“. Die Herkunft des Ortsnamens ist nicht eindeutig geklärt. Die Gemeinde selbst nennt als mögliche Erklärung die Überlieferung, dass ein Junker namens Focko den Wald roden ließ, der Name also „Rodung des Focko“ bedeuten könnte. 
Anfang des 14. Jahrhunderts erhielt das Geschlecht der Klinkhardts den Hof Vockenrot von den Wertheimer Grafen zu Lehen. Die Familie Klinkhardt starb 1574 aus, damit ging das Lehen an den Lehensgeber zurück, der es im Anschluss selbst bewirtschaftete. Bis 1806 gehörte Vockenrot zur Grafschaft Wertheim. 1806 wurde das nun Fürstentum gewordene Wertheim dem Großherzogtum Baden zugeschlagen und Vockenrot gehörte als eigenständige Gemeinde im Bezirksamt Tauberbischofsheim zu Baden bis zur Eingemeindung in die Stadt Wertheim im Jahr 1939. Anlass für die Eingemeindung des landwirtschaftlich geprägten Dorfes war der Bau eines Flugplatzes mit Kasernenanlage der Deutschen Luftwaffe auf dem benachbarten Reinhardshof. Da das beanspruchte Gelände teils auf Vockenroter Gemarkung lag, erfolgte die Eingliederung nach Wertheim. Seit dem 1. Januar 1973 liegt Vockenrot im Main-Tauber-Kreis, da mit der Kreisreform der Landkreis Tauberbischofsheim im neu gebildeten Main-Tauber-Kreis aufging.
Am 31. Dezember 2022 hatte Vockenrot 586 Einwohner.

## Religion
Vockenrot ist protestantisch geprägt. Die Mehrzweckhalle dient den Protestanten, die zur Pfarrgemeinde des Stadtteils Wartberg (Kirchenbezirk Wertheim) gehören, als Gotteshaus. Die hier lebenden Katholiken gehören zur Pfarrgemeinde der Kernstadt Wertheim (Dekanat Tauberbischofsheim).

## Politik
Der Stadtteilbeirat Vockenrot besteht aus dem Vorsitzenden Gerhard Albrecht und fünf weiteren Stadtteilbeiräten.